# 카오 소이

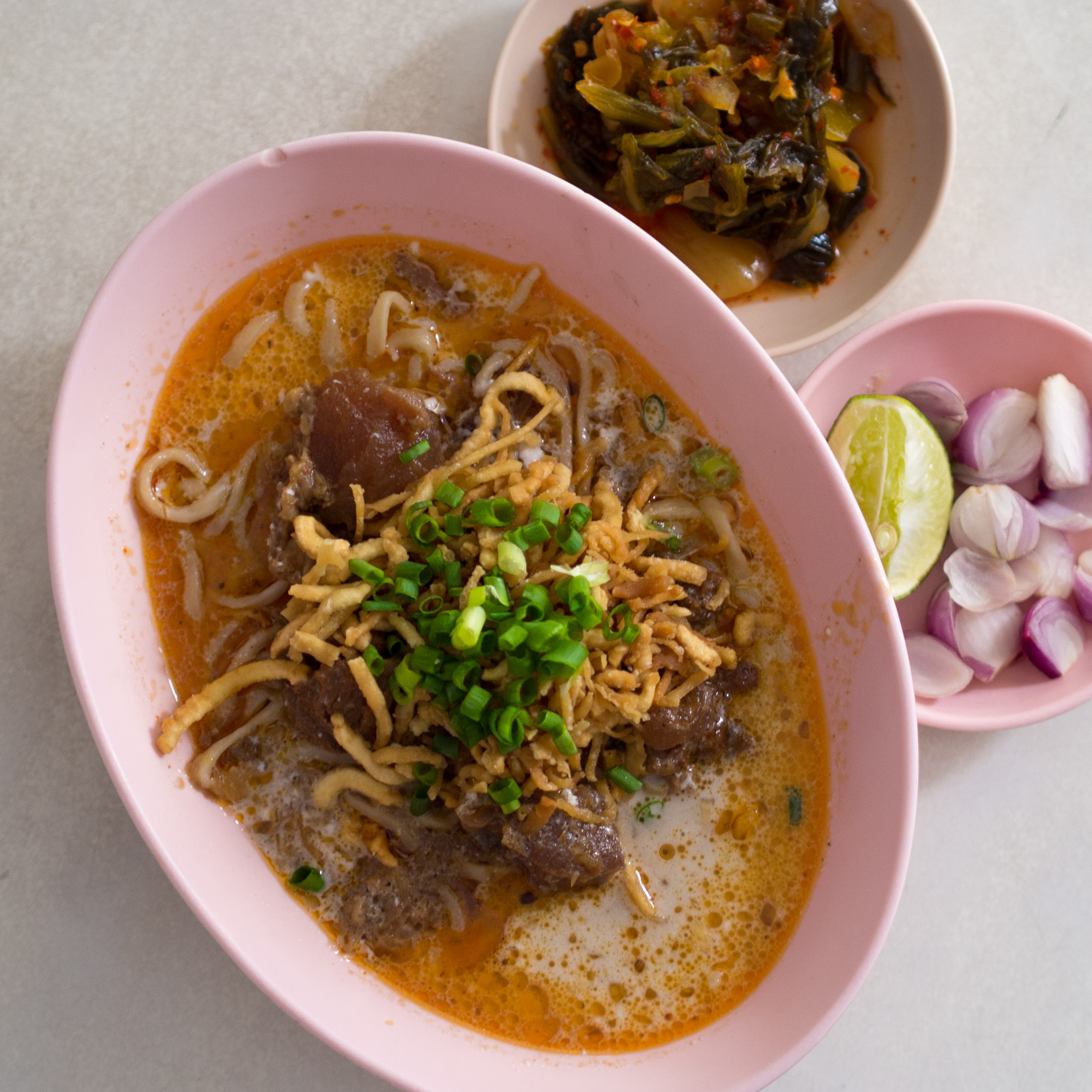
태국 북부의 쇠고기 카오 소이

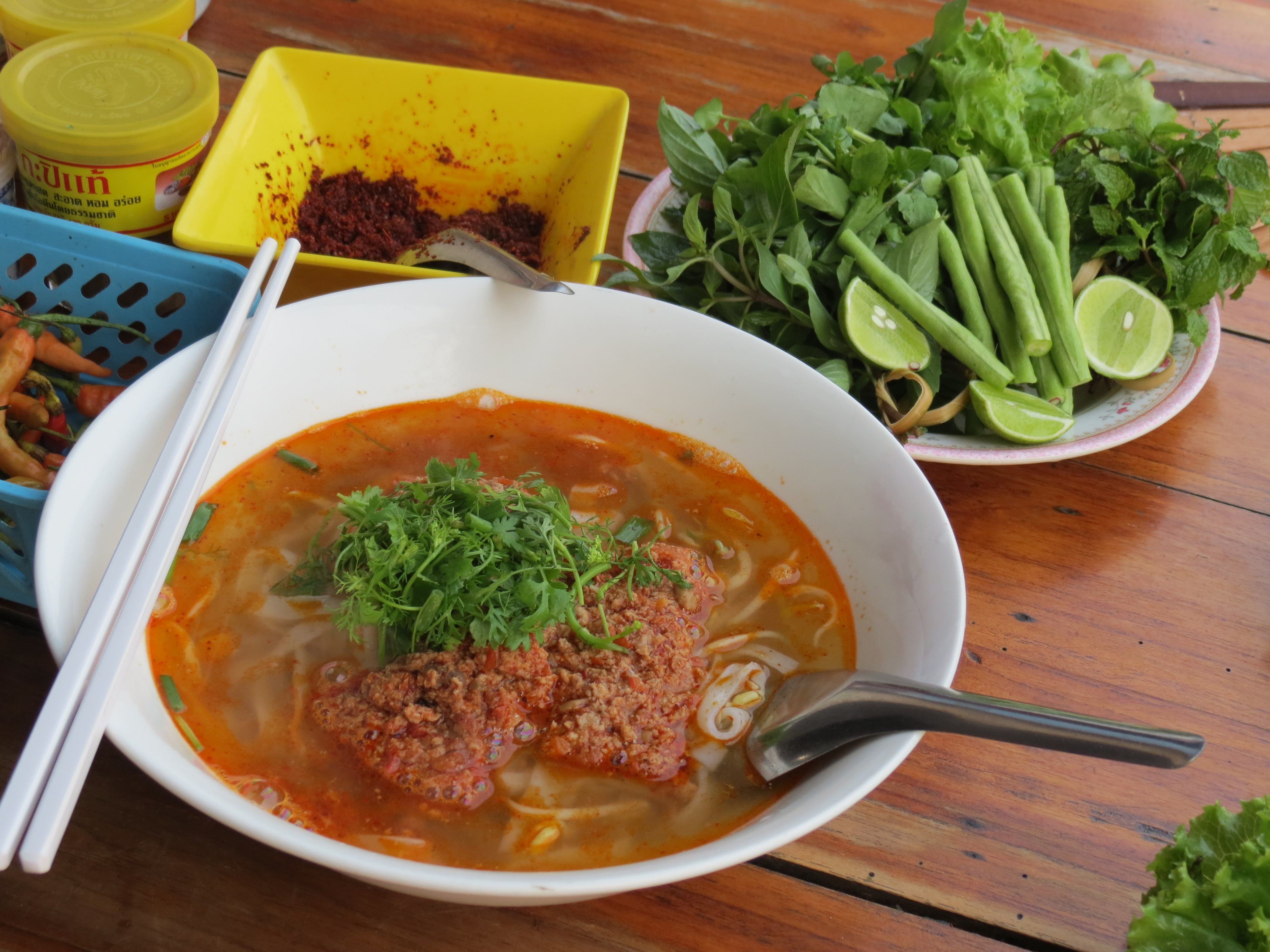
루앙프라방의 라오스식 카우 소이

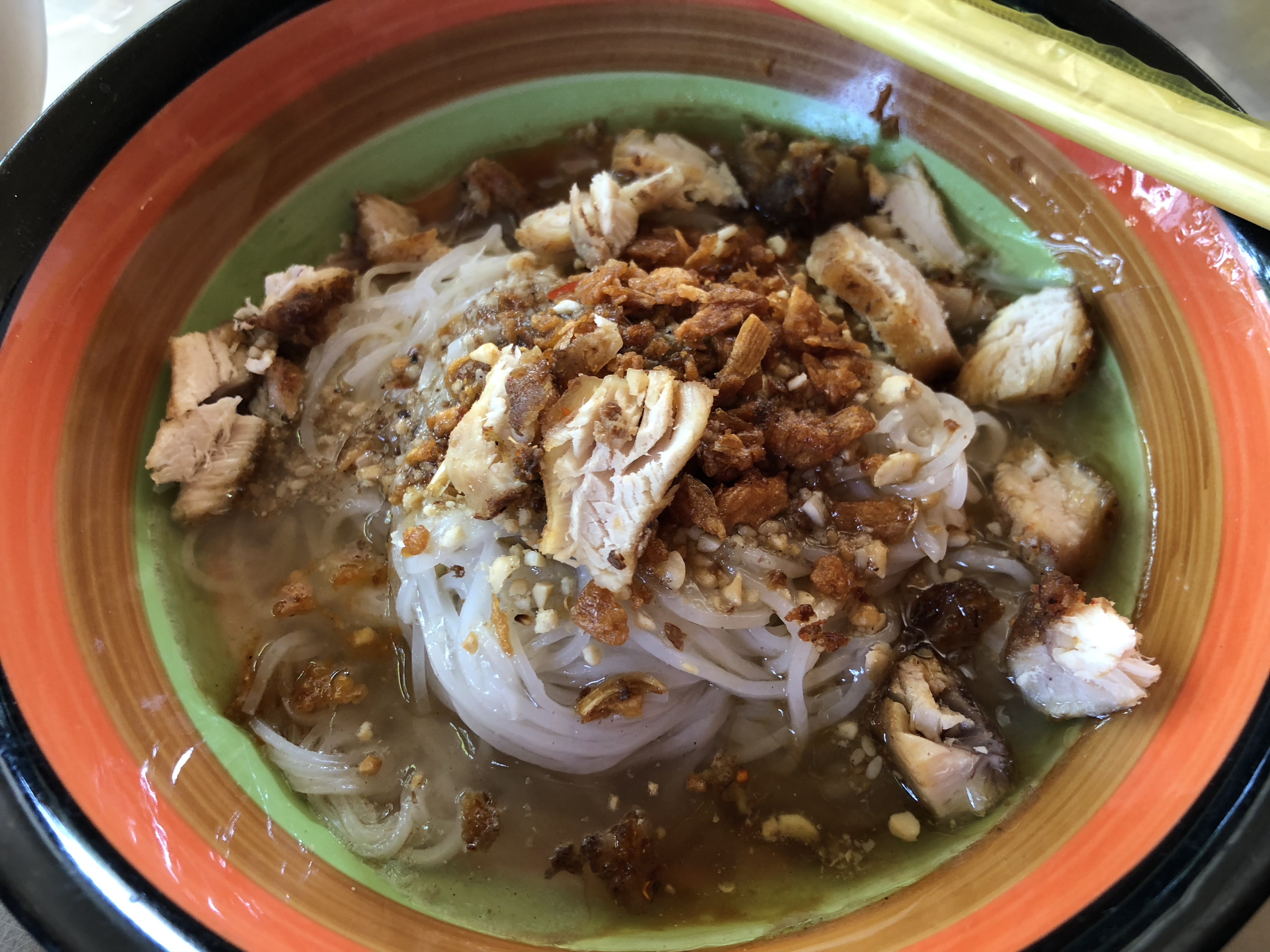
미얀마의 샨 카웃스웨

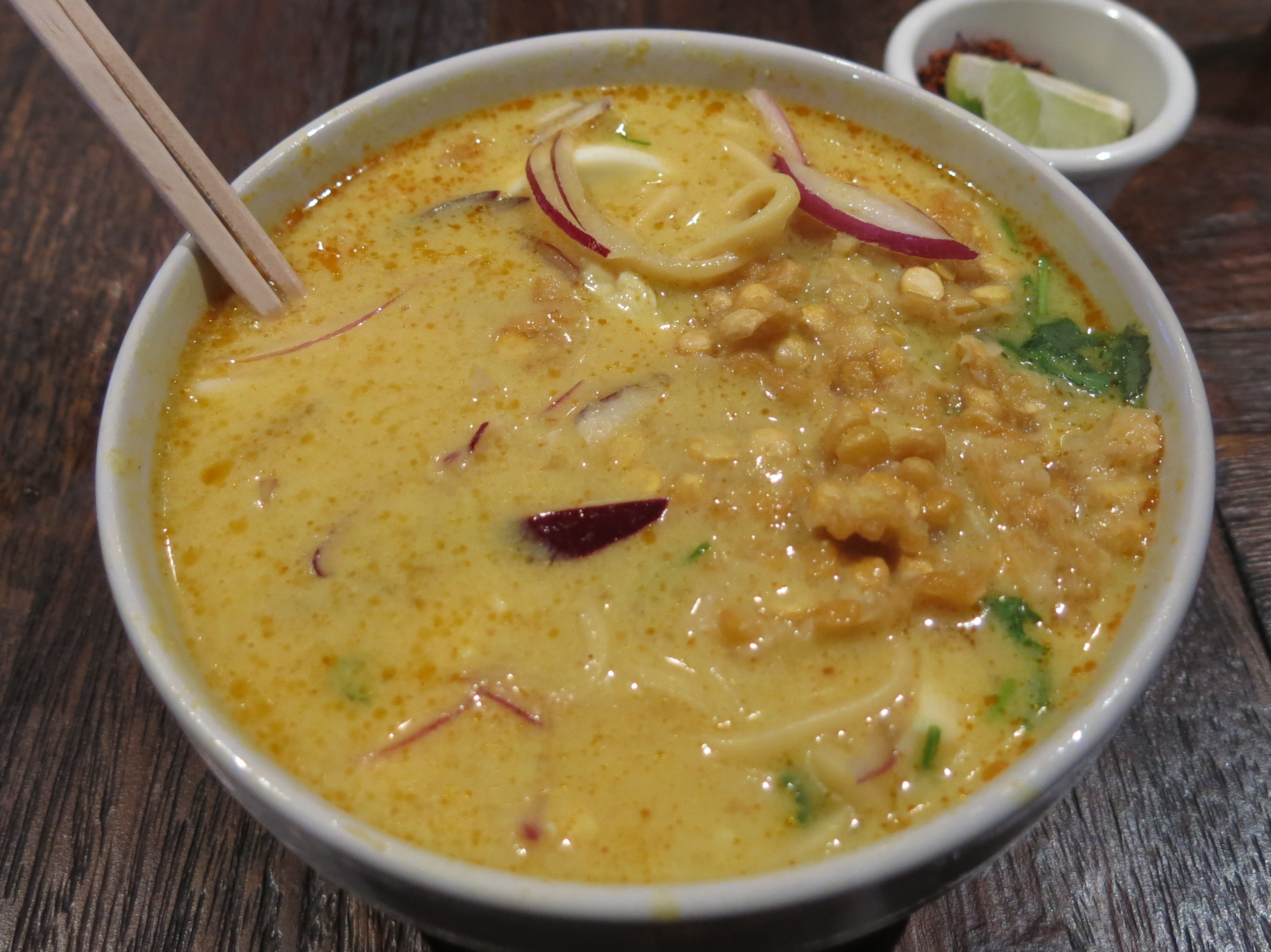
미얀마의 온 노 카웃스웨

카오 소이(샨어: ၶဝ်ႈသွႆး)는 동남아시아 태국, 라오스, 미얀마에서 먹는 국수 요리이다. 원래는 손으로 썬 쌀국수 요리만을 가리켰는데, 태국과 미얀마 등지에서는 "코코넛밀크가 들어간 커리 국수"를 가리키기도 한다. 미얀마 샨주와 라오스 북부에서는 여전히 맑은 국물의 쌀국수 요리를 가리킨다.

## 이름
- 카오 소이(샨어: ၶဝ်ႈသွႆး, 태국어: ข้าวซอย, 북부 태국어: ᨡᩮᩢ᩶ᩣᨪᩬ᩠ᨿ)
- 카우 소이(라오어: ເຂົ້າຊອຍ)
- 카웃스웨(버마어: ခေါက်ဆွဲ)

모두 어원은 샨어 "카오 소이(ၶဝ်ႈသွႆး)"이다. 샨어에서 "카오(ၶဝ်ႈ)"는 "쌀"을 뜻하며, "소이(သွႆး)"는 "썰다"라는 뜻으로, 손으로 썬 쌀국수를 가리킨다.

## 지역별 카오 소이

### 라오스
라오스에서 카우 소이(라오어: ເຂົ້າຊອຍ)는 북부 루앙남타와 루앙프라방의 것이 유명하다. 맑은 고깃국물에 손으로 썬 쌀국수를 말아 내는 음식이며, 위에는 토마토가 들어간 다진고기 소스를 토핑한다.

### 미얀마
미얀마에서 카웃스웨(버마어: ခေါက်ဆွဲ)는 "국수"라는 뜻이다. "샨 국수"로 번역되는 샨 카웃스웨를 샨족들은 카오 소이(샨어: ၶဝ်ႈသွႆး)라 부른다. 태국 북부의 카오 소이와 비슷한 미얀마식 음식은 온 노 카웃스웨인데, 밀국수를 병아리콩가루가 들어가 걸쭉한 코코넛밀크 커리에 말아 낸다. 이웃한 인도에도 건너가 "카오수에"라는 이름으로 불린다.

### 태국
태국에서 카오 소이(태국어: ข้าวซอย, 북부 태국어: ᨡᩮᩢ᩶ᩣᨪᩬ᩠ᨿ)는 북부의 무슬림 찐호 음식에서 유래했으며, 따라서 할랄인 경우가 많다. 과거에는 "꾸아이띠아오 호(ก๋วยเตี๋ยวฮ่อ→찐호 국수)"라고 불렸다. 코코넛밀크가 들어간 깽 국물에 달걀국수를 말아 내며, 옐로 커리나 맛사만 커리와 비슷하지만 더 묽다. 미얀마의 온 노 카웃스웨와 비슷하다.

## 같이 보기
- 락사
- 카우 뿐